# Edson Álvarez
Edson Omar Álvarez Velázquez (tiếng Tây Ban Nha: ˈeθson ˈalβaɾesʃ; sinh ngày 24 tháng 10 năm 1997) là một cầu thủ bóng đá chuyên nghiệp người Mexico hiện đang thi đấu ở vị trí tiền vệ phòng ngự hoặc trung vệ cho câu lạc bộ Premier League West Ham United và là đội trưởng của đội tuyển bóng đá quốc gia Mexico.

## Đầu đời
Álvarez sinh ngày 24 tháng 10 năm 1997 ở Tlalnepantla de Baz, một đô thị ở phía bắc Thành phố México. Cha mẹ anh tên là Adriana Velázquez và Evaristo Álvarez. Khi còn nhỏ, anh làm việc cho công ty sản xuất bộ dụng cụ bóng đá của gia đình anh cho các đội bóng địa phương, nơi anh coi đó là bước đột phá đầu tiên của mình tại môn thể thao này. Ở tuổi 10, Álvarez gia nhập Pachuca nhưng anh rời câu lạc bộ chỉ hai năm sau đó do vóc dáng thấp bé. Vì thế, anh dự định từ bỏ bóng đá, nhưng cha mẹ anh đã phản đối điều này vì họ tin rằng anh có tài năng để theo đuổi ước mơ thi đấu bóng đá chuyên nghiệp. Álvarez quyết định thử việc tại đội trẻ của Club América và anh cuối cùng đã gia nhập đội sau ba tháng thử việc. Anh sau đó tham gia các buổi tập hàng ngày của đội bằng một chuyến đi khứ hồi kéo dài ba đến bốn giờ từ nhà anh ở Tlalnepantla và sân tập của câu lạc bộ ở Coapa. Theo Álvarez, anh chi gần 70% tiền lương hàng tháng của mình cho việc vận chuyển.

## Thống kê sự nghiệp

### Câu lạc bộ
Tính đến 25 tháng 11 năm 2023
| Câu lạc bộ          | Mùa giải            | Giải vô địch        | Giải vô địch | Giải vô địch | Cúp quốc gia | Cúp quốc gia | Cúp Liên đoàn | Cúp Liên đoàn | Châu lục | Châu lục | Khác | Khác | Tổng cộng | Tổng cộng |
| Câu lạc bộ          | Mùa giải            | Hạng đấu            | Trận         | Bàn          | Trận         | Bàn          | Trận          | Bàn           | Trận     | Bàn      | Trận | Bàn  | Trận      | Bàn       |
| ------------------- | ------------------- | ------------------- | ------------ | ------------ | ------------ | ------------ | ------------- | ------------- | -------- | -------- | ---- | ---- | --------- | --------- |
| América             | 2016–17             | Liga MX             | 21           | 2            | 6            | 0            | —             | —             | —        | —        | 1    | 0    | 28        | 2         |
| América             | 2017–18             | Liga MX             | 31           | 0            | 4            | 0            | —             | —             | 4        | 0        | —    | —    | 39        | 0         |
| América             | 2018–19             | Liga MX             | 34           | 3            | 12           | 0            | —             | —             | —        | —        | —    | —    | 46        | 3         |
| América             | Tổng cộng           | Tổng cộng           | 86           | 5            | 22           | 0            | —             | —             | 4        | 0        | 1    | 0    | 113       | 5         |
| Ajax                | 2019–20             | Eredivisie          | 12           | 0            | 3            | 0            | —             | —             | 8        | 2        | —    | —    | 23        | 2         |
| Ajax                | 2020–21             | Eredivisie          | 24           | 2            | 5            | 0            | —             | —             | 10       | 0        | —    | —    | 39        | 2         |
| Ajax                | 2021–22             | Eredivisie          | 31           | 5            | 3            | 0            | —             | —             | 7        | 0        | —    | —    | 41        | 5         |
| Ajax                | 2022–23             | Eredivisie          | 31           | 3            | 4            | 0            | —             | —             | 8        | 1        | 1    | 0    | 44        | 4         |
| Ajax                | Tổng cộng           | Tổng cộng           | 98           | 10           | 15           | 0            | —             | —             | 33       | 3        | 1    | 0    | 147       | 13        |
| West Ham United     | 2023–24             | Premier League      | 11           | 0            | 0            | 0            | 2             | 0             | 3        | 0        | —    | —    | 16        | 0         |
| Tổng cộng sự nghiệp | Tổng cộng sự nghiệp | Tổng cộng sự nghiệp | 195          | 15           | 37           | 0            | 2             | 0             | 40       | 3        | 2    | 0    | 276       | 18        |

1. ↑  Bao gồm Copa MX và KNVB Cup
2. ↑  Bao gồm EFL Cup
3. ↑  Ra sân tại FIFA Club World Cup
4. ↑  Ra sân tại CONCACAF Champions League
5. ↑  Ra sân bảy lần và hai bàn tại UEFA Champions League, một lần ra sân tại UEFA Europa League
6. ↑  Bốn lần ra sân tại UEFA Champions League, sáu lần ra sân tại UEFA Europa League
7. ↑  Ra sân tại UEFA Champions League
8. ↑  Sáu lần ra sân và một bàn tại UEFA Champions League, hai lần ra sân tại UEFA Europa League
9. ↑  Ra sân tại Siêu cúp Hà Lan
10. ↑  Ra sân tại UEFA Europa League

### Quốc tế
Tính đến 24 tháng 3 năm 2024
| Đội tuyển quốc gia | Năm       | Trận | Bàn |
| ------------------ | --------- | ---- | --- |
| México             | 2017      | 9    | 1   |
| México             | 2018      | 11   | 0   |
| México             | 2019      | 10   | 1   |
| México             | 2020      | 3    | 0   |
| México             | 2021      | 18   | 0   |
| México             | 2022      | 9    | 1   |
| México             | 2023      | 14   | 1   |
| México             | 2024      | 2    | 1   |
| Tổng cộng          | Tổng cộng | 76   | 5   |

1. ↑  Álvarez ra sân tại một trận đấu với Martinique vào năm 2019 nhưng trận đấu này không được FIFA công nhận.

Tỷ số của México được liệt kê trước, cột tỷ số ghi tỷ số sau mỗi bàn thắng của Álvarez.
| # | Ngày                 | Địa điểm                                                      | Đối thủ  | Tỷ số | Kết quả      | Giải đấu                          |
| - | -------------------- | ------------------------------------------------------------- | -------- | ----- | ------------ | --------------------------------- |
| 1 | 16 tháng 7 năm 2017  | Alamodome, San Antonio, Hoa Kỳ                                | Curaçao  | 2–0   | 2–0          | Cúp vàng CONCACAF 2017            |
| 2 | 15 tháng 11 năm 2019 | Sân vận động Rommel Fernández, Panama City, Panama            | Panama   | 2–0   | 3–0          | CONCACAF Nations League A 2019–20 |
| 3 | 27 tháng 3 năm 2022  | Sân vận động Olímpico Metropolitano, San Pedro Sula, Honduras | Honduras | 1–0   | 1–0          | Vòng loại World Cup 2022          |
| 4 | 21 tháng 11 năm 2023 | Sân vận động Azteca, Mexico City, México                      | Honduras | 2–0   | 2–0 (s.h.p.) | CONCACAF Nations League A 2023–24 |
| 5 | 21 tháng 3 năm 2024  | Sân vận động AT&T, Arlington, Hoa Kỳ                          | Panama   | 1–0   | 3–0          | CONCACAF Nations League A 2023–24 |

## Danh hiệu

### Câu lạc bộ

#### América
- Liga MX: Apertura 2018
- Copa MX: Clausura 2019

#### Ajax
- Eredivisie: 2020–21, 2021–22
- KNVB Cup: 2020–21

### Đội tuyển quốc gia
- Cúp Vàng CONCACAF: 2019,[9] 2023[10]

### Cá nhân
- Đội hình tiêu biểu của Giải vô địch bóng đá U-20 Bắc, Trung Mỹ và Caribe: 2017
- Đội hình tiêu biểu CONCACAF: 2018,[11] 2021
- Đội hình tiêu biểu Cúp Vàng CONCACAF: 2021[12]
- Đội hình Eredivisie của tháng: Tháng 4 năm 2021,[13] tháng 2 năm 2023
- Đội hình tiêu biểu CONCACAF theo IFFHS: 2020